# معلمة المغرب
معلمة المغرب هو كتاب موسوعي من إنتاج الجمعية المغربية للتأليف والترجمة والنشر، نُشرت أول نسخة عام 1989م عن مطابع سلا بإشراف من الدكتور محمد حجي.

## المؤلفون
ساهم في تأليف الكتاب ثلاث لجان:
لجنة التحريرمحمد حجي، أحمد التوفيق
لجنة العلوم الإنسانيةمحمد بنشريفة، محمد زنيبر، سالم يفوت، مصطفى ناعمي
لجنة العلوم الطبيعية والجغرافيةعبد الله العوينة، مصطفى عياد، إدريس الفاسي، عبد المالك بنعبيد، محمد الرمضاني